# Dwór w Przybysławicach
Dwór w Przybysławicach – dwór znajdujący się w województwie małopolskim, w powiecie miechowskim, w gminie Gołcza, w Przybysławicach.
Dwór wybudowany dla Kozłowskich, pochodzący z lat 90. XIX wieku oraz park, wpisany został do rejestru zabytków nieruchomych województwa małopolskiego.

## Historia
W  XIX wieku właścicielami Przybysławic byli: Bonawentura Psarski, Ludwik Jan Kanty Kozłowski, Żyd Motyl Sercarz i od 1872 r. Leon Strasburger, ewangelik, uczestnik powstania styczniowego. Od 1895 do 1945 r. właścicielami byli Kozłowscy herbu Jastrzębiec: Stefan Kozłowski żonaty z Marią Strasburger, która Przybysławice otrzymała po swoim ojcu Leonie Strasburgerze, a następnie ich syn Tomasz Kozłowski - legionista, prezes Kieleckiej Izby Rolniczej, poseł na Sejm w latach 1931–1938, żonaty z Jadwigą z Postępskich. Współwłaścicielem był jego brat Leon Kozłowski, archeolog, profesor Uniwersytetu Lwowskiego, polityk, premier rządu RP w latach 1934–1935.

## Architektura
Dwór wybudowany w latach 90. XIX wieku składa się z parterowego korpusu i piętrowego skrzydła. Obie części nakryte dachem dwuspadowym.